# (14275) Dianemurray
(14275) Dianemurray (2000 BR26) est un astéroïde de la ceinture principale, découvert le 30 janvier 2000 par le programme Lincoln Near-Earth Asteroid Research (LINEAR) à Socorro.